# Футуна (язык)
Футу́на — один из двух аборигенных языков французского заморского общества Уоллис и Футуна. Основной язык островов Хорн в западной части Полинезии, также используется футунской диаспорой на Новой Каледонии. В некоторых работах называется восточным футуна, чтобы избежать путаницы с внешнеполинезийским языком футуна-анива, также известным как западный футуна.
Ближайшие родственники футуна — внешнеполинезийские языки футунийской группы, используемые группами полинезйских переселенцев в нескольких меланезийских государствах: тикопиа, ифира-меле, анута и другие. Из языков Полинезийского треугольника ближайшим к футуна принято считать самоанский, длительное время оказывавший на него влияние. Это затрудняет взаимопонимание между носителями футуна и увеа, языка острова Уоллис, который в доевропейский период входил в состав Тонганской империи и подвергался сильному влиянию тонганского языка. Языком межнационального общения на островах Уоллис и Футуна является французский.